# Sulduz (comtat)
El comtat de Sulduz (سولدوز, també Solduz o Suldoz, kurd: Sundus), oficialment comtat de Naghadeh (persa: نقده, àzeri: نقده, o سولدوز) del nom de la seva capital, és una divisió administrativa de la província de l'Azerbaidjan Occidental a l'Iran.
El comtat, creuat pel riu Gadir, és principalment agrícola i produeix fruites, grans (a la plana es produeix força blat) i fusta; els seus habitants són turcmans (àzeris) i kurds, però hi viuen també perses i assiris; la comunitat assíria fou molt important però fou gairebé exterminada durant el genocidi assiri. Hi predomina el corrent xiïta de l'islam.
Es creu que el 1303 Ghazan va donar aquestes terres en feu a la tribu mongola dels sulduz i la comarca va agafar aquest nom; el seu nom anterior, probablement diferent, s'ha perdut. Al segle xv s'hi van instal·lar els kurds Mukri i els anterior habitants foren reduïts a servitud. Una informació breu diu que Pir Budak, de la tribu kurda dels Baban, la va arrabassar als kizilbaixis però això hauria passat al segle xvi. El 1828 el príncep Abbas Mirza va cedir la regió en feu a 800 famílies karapapaks que tindrien dret a recaptar impostos però a canvi havien d'aportar 400 cavallers al govern qajar; en aquesta època vivien a Sulduz uns quatre mil o cinc mil famílies kurdes i turcs mukaddam però les seves terres van anar passant a mans dels nous senyors (que eren xiïtes).
A l'inici del segle XX hi havia 123 pobles amb 8.000 famílies i la principal vila era Naghadeh (Naghada o Nahada) amb un miler de cases, i la segona vila era Rahdana (Rah-dahna) amb un pont sobre el riu Gadir; al sud-est hi havia la comarca de Mamad-shah habitada modernament pels turcs shamsaddinlu que s'hi havien establert al primer quart del segle xix i el seu cap Masi Beg havia rebut també alguns territoris en feu d'Abbas Mirza (vers 1828 van rebre 3 pobles i 100 famílies de camperols kurds); la regió estava poblada per kurds Mamash, Zarza i Mukri (unes dues mil famílies) però només eren una quarta part de tots els habitants i ocupaven 10 pobles, mentre altres foren ocupats pels karapapaks.
El 1908 i fins al 1912 la regió fou ocupada pels otomans que van perseguir als karapapaks per ser xiïtes. Almenys als segles xix i xx hi havia un bisbat nestorià però el 1914 la població assíria havia quedat reduïda a 80 famílies, totes a Naghadeh. El 1915 els russos van establir una base naval al poble d'Haydarabad a la riba del llac Urmia i van construir un ferrocarril que va creuar el districte; aquest va canviar de mans diverses vegades. El 1917 els russos el van abandonar i el 1918 es van retirar els otomans; el 1919 hi van entrar tropes perses. El nom de la regió històrica no fou conservat pel comtat que fa agafar el nom de la capital, tot i que el nom Sulduz és força utilitzat.